# Castelviel
Castelviel (okzitanisch Castèth Vièlh) ist eine französische Gemeinde mit 203 Einwohnern (Stand: 1. Januar 2022) im Département Gironde in der Region Nouvelle-Aquitaine. Sie gehört zum Arrondissement Langon und zum Kanton Le Réolais et Les Bastides. Die Einwohner werden Castelviellois genannt.

## Geographie
Castelviel liegt etwa 37 Kilometer südöstlich von Bordeaux. An der westlichen Gemeindegrenze verläuft der Fluss Engranne in seinem Oberlauf. Umgeben wird Castelviel von den Nachbargemeinden Coirac im Norden und Nordwesten, Saint-Sulpice-de-Pommiers im Osten und Nordosten, Saint-Félix-de-Foncaude im Osten und Südosten, Saint-Laurent-du-Bois im Süden und Südosten sowie Gornac im Westen.

## Bevölkerungsentwicklung
| 1962                       | 1968 | 1975 | 1982 | 1990 | 1999 | 2006 | 2017 |
| -------------------------- | ---- | ---- | ---- | ---- | ---- | ---- | ---- |
| 234                        | 224  | 206  | 197  | 198  | 185  | 179  | 219  |
| Quellen: cassini und INSEE |      |      |      |      |      |      |      |

## Sehenswürdigkeiten
- Kirche Notre-Dame, Monument historique seit 1908

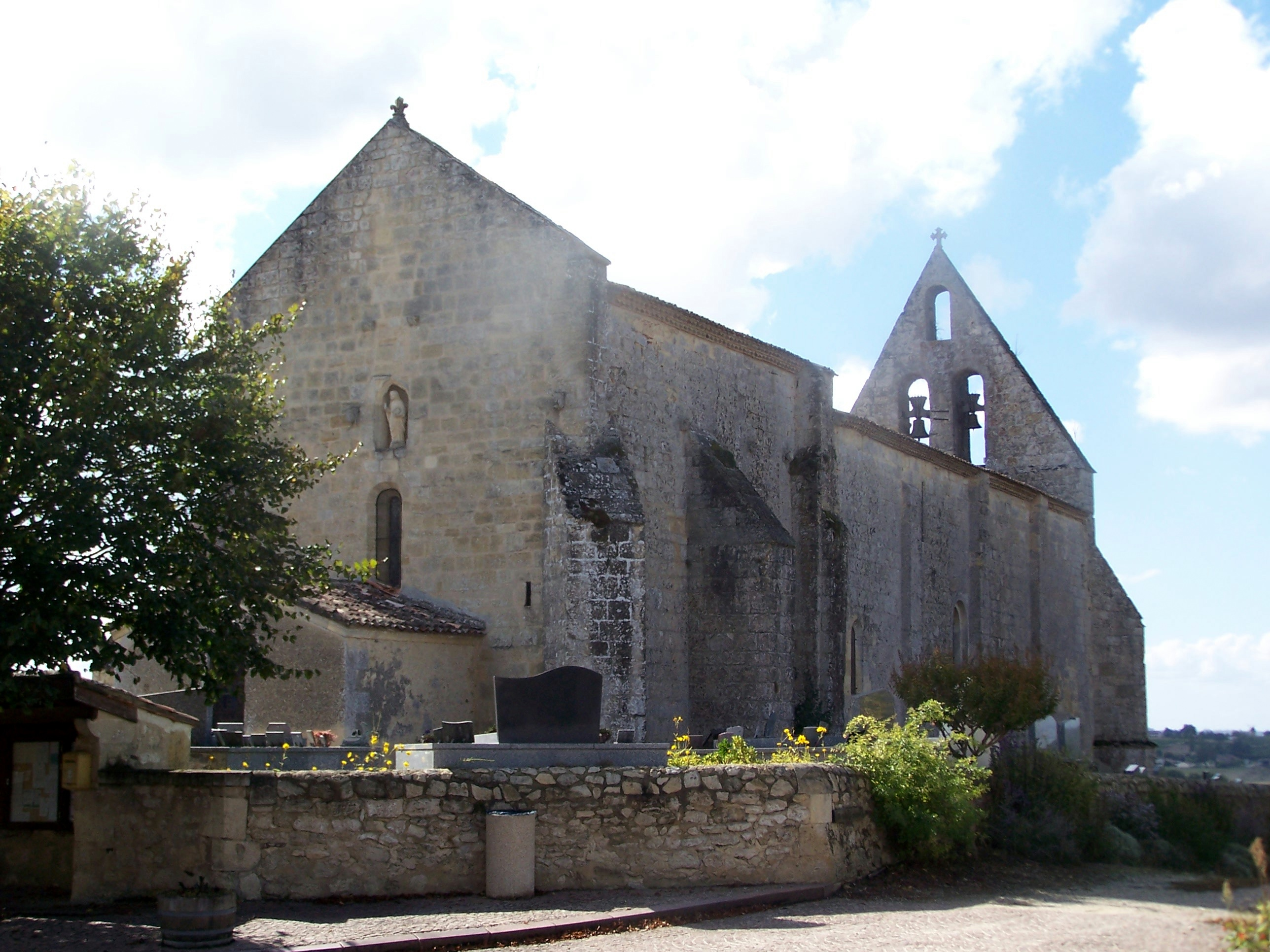
Kirche Notre-Dame